# Sanyi (Miaoli)
Sanyi (chinesisch 三義鄉, Pinyin Sānyì Xiāng) ist eine Landgemeinde (鄉,  Xiāng) im Landkreis Miaoli in der Republik China (Taiwan).

## Lage
Sanyi liegt im Süden des Landkreises Miaoli an der Grenze zum südlich gelegenen Stadtgebiet von Taichung. Die Form des Bezirks ähnelt einem auf einer Spitze stehenden unregelmäßigen Viereck mit den Kantenlängen 4 bis 5 km × 8 bis 9 km. Die angrenzenden Gemeinden sind Zhuolan im Südosten, Dahu im Osten, Tongluo im Norden, Gongguan im Nordwesten, Yuanli im Westen sowie der Stadtbezirk von Taichung Houli im Süden. Die südliche Begrenzung bildet der Flusslauf des Da’an, oder Da’anxi (大安溪, „Da’an-Fluss“). Der nördliche Teil Sanyis besteht überwiegend aus Hügelland. Im Süden wird das Terrain durch die Flussebene des Da’anxi geprägt. Die Jahresmitteltemperatur in Sanyi beträgt etwa 22 °C. Die höchsten Temperaturen werden im Juli gemessen (im Mittel 28 °C) und die niedrigsten im Januar (im Mittel 15 °C – es treten aber nicht selten auch Temperaturen unter 10 °C auf). Der Jahresniederschlag liegt zwischen 1500 und 2000 mm. Der Niederschlag fällt, bedingt durch den vorherrschenden Südwestmonsun, vor allem in den Sommermonaten (Monate März bis September) mit Maximum im April, während die zweite Jahreshälfte relativ trocken ausfällt.

## Geschichte
Früher war das Gebiet von Sanyi ein traditionelles Jagdrevier der Atayal, eines der indigenen Völker Taiwans. Während der Zeit Zheng Chenggongs gehörte das Gebiet von Sanyi administrativ zum Landkreis Tianxing (天興縣). Nach der Übernahme Taiwans durch das Kaiserreich China der Qing-Dynastie 1684 war Sanyi Teil des Landkreises Zhuluo (諸羅縣) und ab 1723 Teil des neu eingerichteten Landkreises Changhua (彰化縣). Ab dem Jahr 1845, zur Herrschaftszeit Daoguangs begann die Ansiedlung von Han-Chinesen in größerem Maße. 1895 kam Taiwan unter japanische Herrschaft und 1920 wurde das Dorf Sancha (三叉庄,  Sānchā Zhuāng) in der neu eingerichteten Präfektur Shinchiku gebildet. Aus dem Dorf wurde nach der Übertragung Taiwans an die Republik China im Jahr 1945 die Landgemeinde Sancha (三叉鄉,  Sānchā Xiāng), anfänglich im Landkreis Hsinchu und ab 1950 im neu gebildeten Landkreis Miaoli. Am 12. November 1953 wurde Sancha (三叉) in Sanyi (三義) umbenannt.

## Bevölkerung
Die Mehrheit der Bewohner (80 bis 90 %) gehört der Hakka-Volksgruppe an. Angehörige indigener Völker machen einen Anteil von etwa 1,2 % aus (Ende 2019 174 Personen). Die Bevölkerungszahl sinkt seit längerem aufgrund von Abwanderung bzw. Überalterung. Im Jahr 1995 wurden noch 18.298 Einwohner gezählt.
| Gliederung Sanyis |
|                   |

## Verwaltungsgliederung
Sanyi ist in 7 Dörfer (村,  Cūn) untergliedert:
1 Shuanghu  (双湖村)

2 Guangsheng (廣盛村)

3 Shuangtan (双潭村)

4 Shengxing (勝興村)

5 Xihu (西湖村)

6 Longteng (龍騰村)

7 Liyutan (鯉魚潭村)

## Wirtschaft
1981 bis 1983 errichtete der taiwanische Automobilhersteller Yulon Motor im Dorf Xihu im 1980 erschlossenen Gewerbegebiet Sanyi (三義工業區) eine Fabrikationsanlage. Diese Anlage ist bis heute der größte Industriebetrieb in Sanyi geblieben. Die Landwirtschaft ist weiterhin von Bedeutung. Vor allem im Dorf Liyutan (in der Flussebene des Da’anxi) findet Reisanbau statt. Im nördlichen Hügel- und Bergland wird vor allem Obstbau betrieben. Kultiviert werden vor allem Birnen, Pflaumen und Kakis. An Spezialkulturen gibt es Teegärten.

## Verkehr

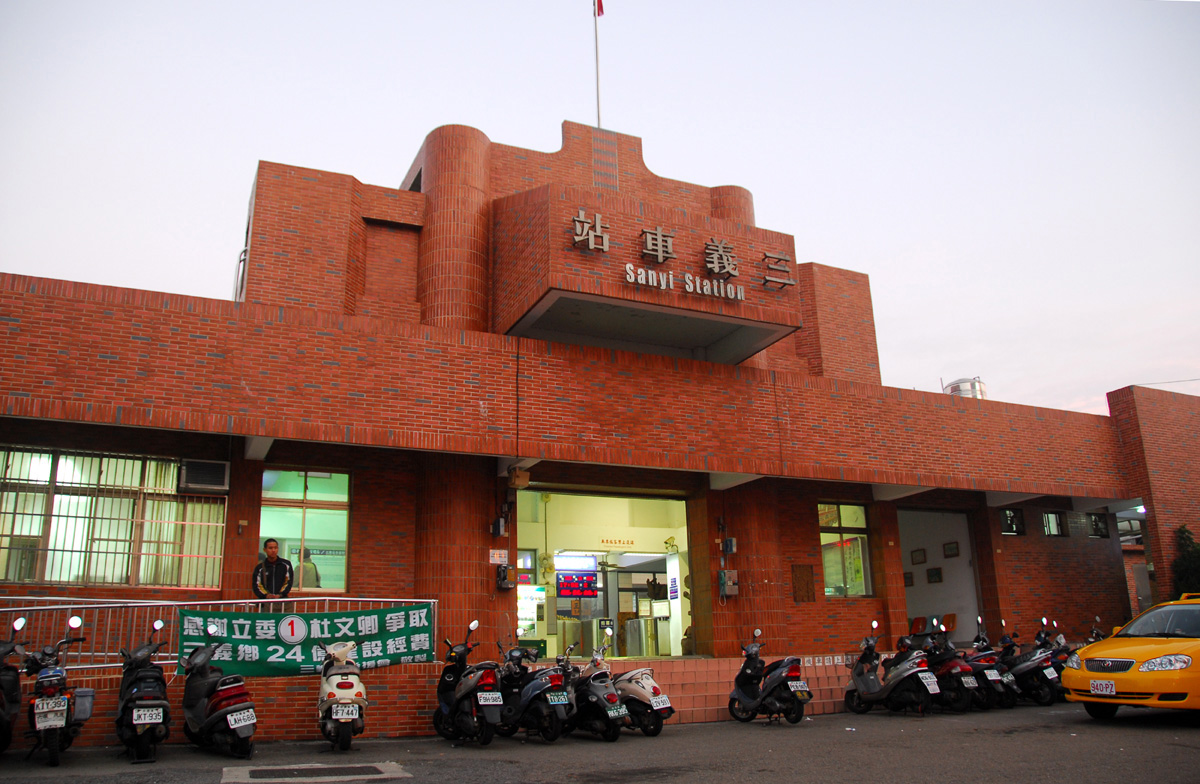
Bahnhof von Sanyi

Die wichtigste Straßenverbindung ist die Nationalstraße 1 (Autobahn), die im Westen Sanyis in südsüdwestlicher Richtung verläuft. Die Nationalstraße wird im Norden durch die Kreisstraße 130, die in gewundenem Verlauf in Ost-West-Richtung verläuft, gequert. Parallel zum Flussufer des Da’anxi verläuft die Kreisstraße 140. Durch Sanyi verläuft die Taichung-Linie der Taiwanischen Eisenbahn, die hier einen Haltebahnhof hat.

## Besonderheiten, Tourismus
Ein Anziehungspunkt für Touristen und insbesondere Eisenbahnliebhaber ist die Ruine der Longteng-Brücke (龍騰斷橋, auch Yutengping-Brücke, 魚藤坪斷橋, ), einer zur japanischen Zeit erbauten Eisenbahnbrücke, die beim großen Erdbeben von 1935 zerstört wurde. Weitere Schäden fügte das Jiji-Erdbeben 1999 hinzu. Derzeit stehen noch einige bis 50 Meter hohe Brückenpfeiler. Die Ruine steht unter Denkmalschutz. Ein weiteres Eisenbahnbrückenbauwerk ist die 1998 in Betrieb genommene Liyutan-Bogenbrücke (鯉魚潭拱橋, ).
Am 22. August 1981 stürzte eine Boeing 737-200 auf dem Far-Eastern-Air-Transport-Flug 103 von Taipeh nach Kaohsiung im Ortsteil Shuanghu von Sanyi ab. Bei dem Unfall kamen alle 110 Insassen ums Leben. Eine kleine Gedenkstätte (遠航空難紀念碑 ) erinnert an das Unglück.
Sanyi gehört dem internationalen Cittàslow-Netzwerk an.

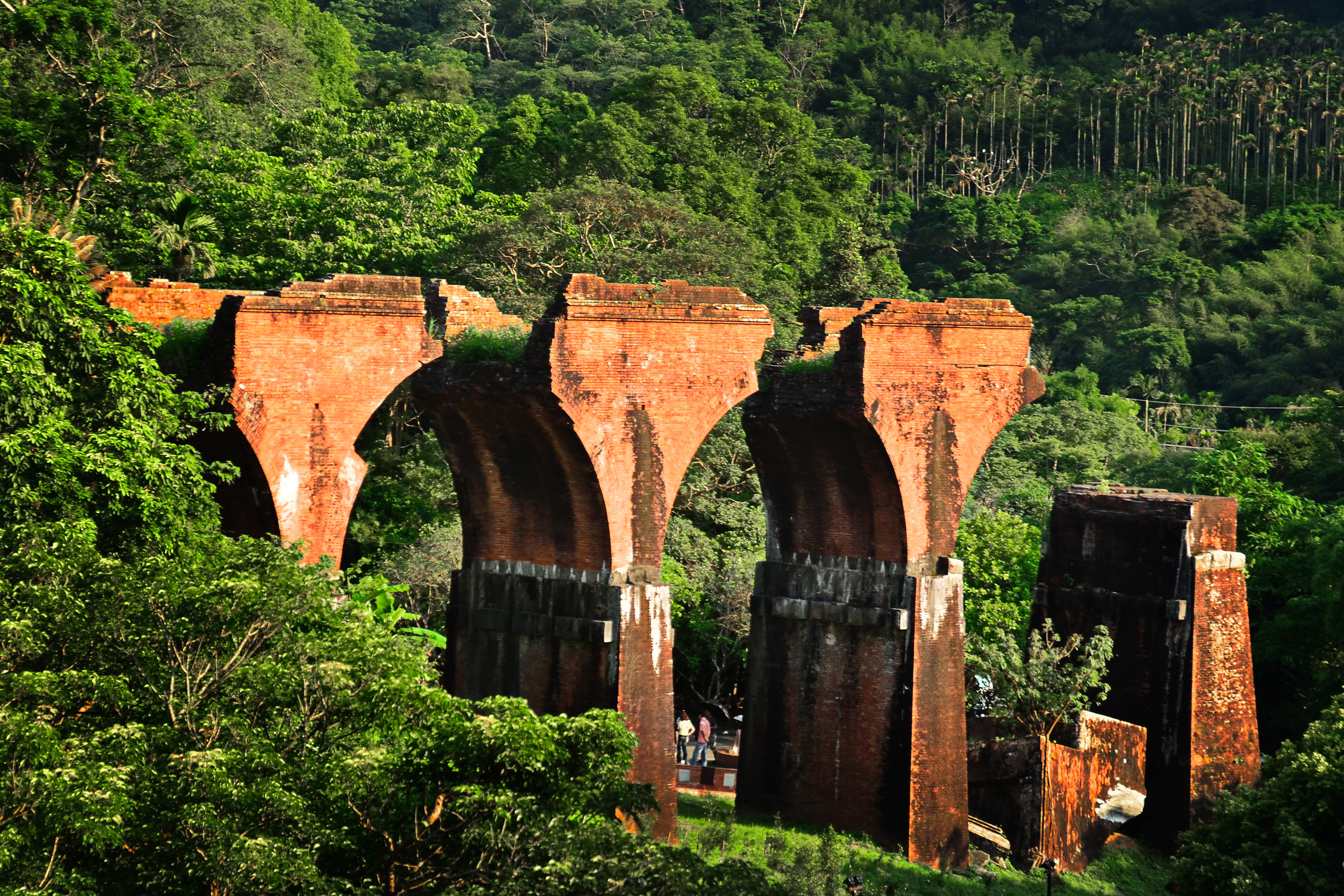
Überreste der Longteng-Brücke
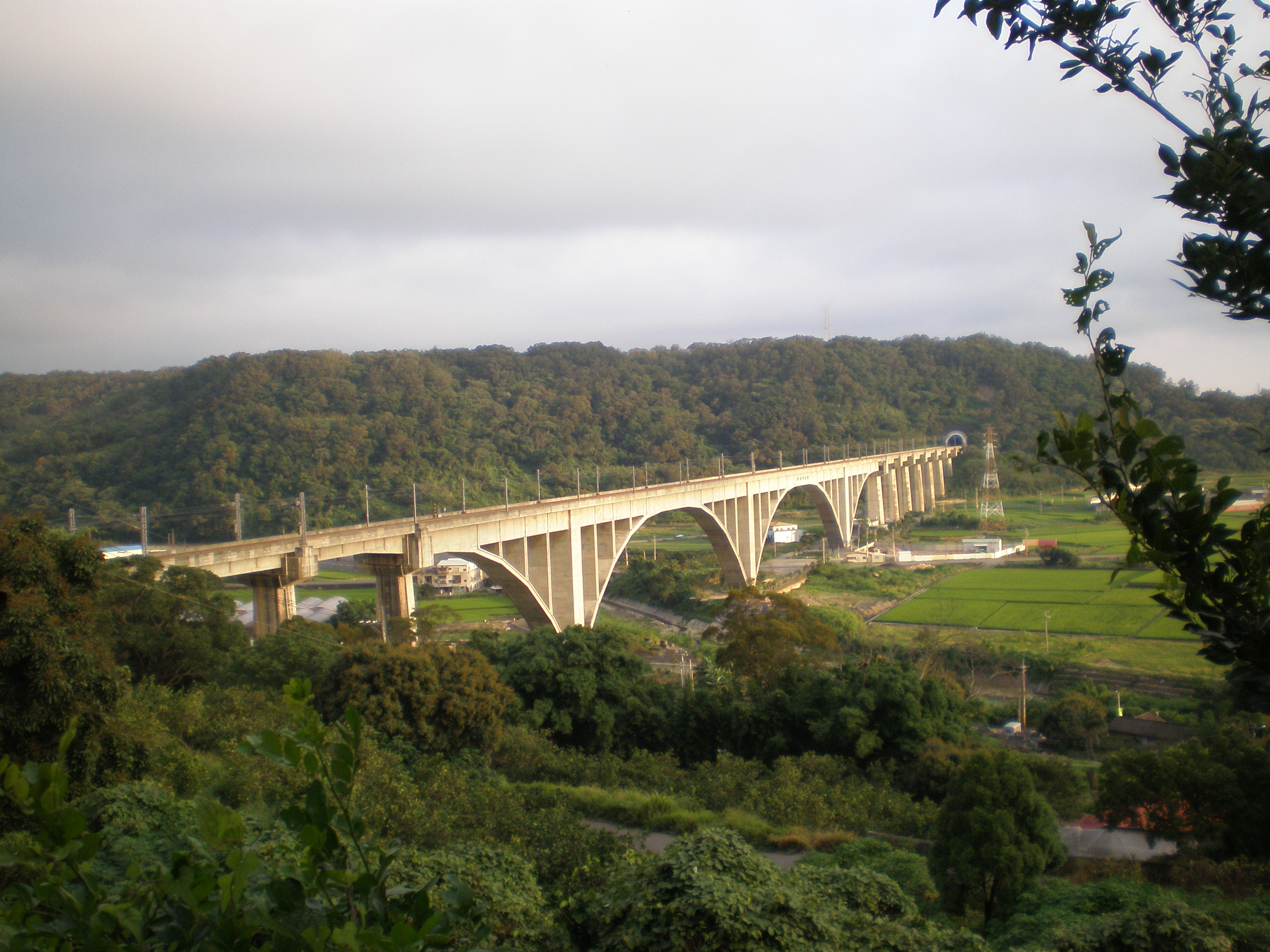
Liyutan-Bogenbrücke